# 갈색쥐속
갈색쥐속(Scotinomys)은 쥐상과 비단털쥐과에 속하는 설치류 속의 하나이다. 피그미생쥐속과 함께 피그미생쥐족에 포함되며 현존하는 2종으로 이루어져 있다. 중앙아메리카 산악 지역의 해발 1000m, 최대 3500m 이하에서 발견된다. 식충성 동물이다. 두 종은 습성과 번식에서 실질적인 차이를 보이며, 치리키갈색쥐(S. xerampelinus)가 올스턴갈색쥐(S. teguina)보다 일반적으로 우세하다.

## 하위 종
- 올스턴갈색쥐 (Scotinomys teguina)
- 치리키갈색쥐 (Scotinomys xerampelinus)